# Big Apple (série télévisée)
Pour le surnom de la ville de New York, voir Big Apple.
Big Apple est une série télévisée américaine en huit épisodes de 52 minutes créée par David Milch dont 6 épisodes ont été diffusés entre le 1er mars et le 5 avril 2001 sur CBS.
En France, la série a été diffusée à partir du 14 décembre et le 28 décembre 2001 sur Paris Première.

## Synopsis
Alors qu'ils enquêtaient séparément sur une même affaire, deux policiers new-yorkais et deux agents du FBI sont contraints de travailler ensemble pour traquer les membres d'une organisation mafieuse.

## Distribution
- Ed O'Neill : Mike Mooney
- Jeffrey Pierce : Vincent Trout
- David Strathairn : Will Preecher
- Titus Welliver : Jimmy Flynn
- Kim Dickens : Sarah Day
- Michael Madsen : Terry Maddock
- Donnie Wahlberg : Chris Scott
- Glynn Turman : Teddy Olsen
- Pavel Lychnikoff : Mitya

## Épisodes
1. Faux-semblants (Episode One)
2. Le Joueur d'orgue (Best Laid Plans)
3. Fidelis ad mortem (No Good Deed…)
4. Fin de mission (A Passport To The Universe)
5. L'Ange gardien (A Ministering Angel…)
6. Pour un accord de plus (Follow the Blender)
7. Titre français inconnu (Episode Seven)
8. Titre français inconnu (Episode Eight)